# Wu Zuguang
Wu Zuguang (en chino simplificado, 吴祖光; pinyin, Wú Zǔguāng; Wade-Giles, Wu Tsu-kuang; Pekín, 21 de abril de 1917 – Pekín, 9 de abril de 2003) fue un dramaturgo, director de cine y crítico social chino, considerado como una «figura legendaria en los círculos artísticos y literarios chinos». Fue autor de más de 40 obras de teatro y guiones cinematográficos, incluido el drama patriótico Ciudad de Fénix, una de las obras más influyentes durante la segunda guerra sino-japonesa, y Regreso en una noche nevada, que generalmente se considera su obra maestra. Dirigió Canción de rectitud, la primera película en color de Hong Kong, basada en su propio drama histórico del mismo título.
También es conocido como un crítico abierto de las políticas culturales de China, tanto del Kuomintang (KMT) como del gobierno comunista, por lo que fue perseguido en repetidas ocasiones. Huyó a Hong Kong en 1945 para evitar ser capturado por agentes del KMT y regresó a Pekín después de la fundación de la República Popular China en 1949. Fue denunciado como «derechista» durante el conocido como movimiento antiderechista y condenado a realizar trabajos forzados en el Gran Desierto del Norte durante tres años, fue nuevamente perseguido durante la Revolución Cultural. Su esposa, la famosa actriz de pingju Xin Fengxia, se negó a divorciarse y quedó discapacitada después de sufrir palizas y trabajos forzados. A pesar de estas duras experiencias, Wu continuó criticando la censura gubernamental y pidiendo libertad política, fue ampliamente admirado por su convicción moral.

## Infancia
Wu nació el 21 de abril de 1917 en una destacada familia de eruditos y funcionarios de Pekín, con raíces ancestrales en Changzhou, provincia de Jiangsu. Su abuelo Wu Zhiying (吴稚英) fue un muliao del reformador de la dinastía Qing, Zhang Zhidong, y participó en la Revolución de Xinhai que supuso la caída del Gobierno Imperial. Su padre Wu Ying (吴瀛) fue fundador y curador del Museo del Palacio de Pekín. Su madre Zhou Qinqi (周琴绮) tuvo quince hijos, once de los cuales (cuatro varones y siete mujeres) sobrevivieron hasta la edad adulta. Dio a luz a Wu Zuguang, su primer hijo, en la mansión del tío de Wu Ying, Zhuang Yunkuan, un ministro del gobierno de la República de China.
En 1935, Wu ingresó en la Universidad Sino-Francesa de Pekín. Al año siguiente, un pariente que dirigía una escuela de teatro en Nankín lo convenció de mudarse allí y enseñar en su escuela. Allí conoció a varias personas que posteriormente se convertirían en dramaturgos destacados, entre ellos Cao Yu y Chen Zhice.

## Carrera en tiempos de guerra
Al comienzo de la segunda guerra sino-japonesa en 1937, Wu escribió la obra de guerra patriótica Ciudad de Fénix (凤凰城), que lo hizo muy conocido en China a los 20 años. Fue uno de los dramas más representados durante los ocho años que duró la guerra contra los japoneses. Posteriormente escribió varias obras de teatro que fueron aclamadas por la crítica, entre ellas Regreso en una noche nevada, que generalmente se considera su obra maestra. Durante sus primeros años como escritor sus obras estaban fuertemente influenciadas por el Movimiento por la Nueva Cultura.
Cuando el este de China cayó en manos de los japoneses, se trasladó a Chongqing, la capital del gobierno nacionalista chino durante la guerra, donde trabajó como editor del periódico Xinmin Wanbao. En 1945, publicó el ahora famoso poema a Mao Zedong «Nieve: al son de un jardín en plena primavera», que causó un gran malestar al gobierno del Kuomintang. Por lo que si vio obligado a escapar al Hong Kong británico para evitar ser capturado por agentes del KMT, allí se ganó la vida escribiendo guiones y haciendo películas. Durante su estancia en la colonia británica dirigió varias películas entre ellas: El alma de la nación (国魂), la primera película rodada en color de Hong Kong, basada en su drama histórico Canción de rectitud, sobre el patriota de la dinastía Song, Wen Tianxiang. También adaptó al cine su obra Regreso en una noche nevada, así como otras dos. En 1946, se casó con la actriz Lü En (吕恩) en Shanghái.

## Inicios de la República Popular

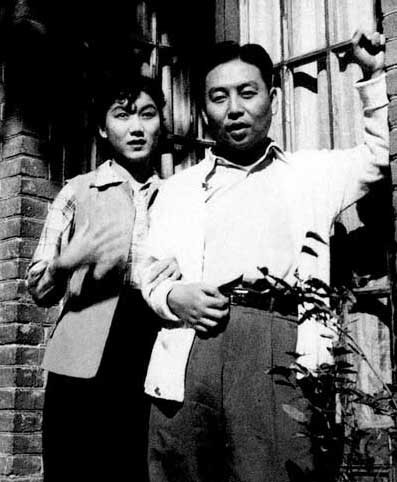
Wu Zuguang con su segunda esposa Xin Fengxia en la década de 1950

Después de la victoria comunista en la guerra civil y la proclamación de la República Popular China en 1949, Wu regresó a Pekín. Como muchos intelectuales de la época, tenía grandes esperanzas en la nueva República Popular que finalmente restableció la paz en una China unida después de décadas de guerra y división. Quería volver a escribir obras de teatro, pero el gobierno le encargó dirigir La canción de la bandera roja, una película sobre las trabajadoras textiles. Como no tenía experiencia en la vida de las fábricas, tardó un año en terminar la película, que consideró un «fracaso sin valor». Él y Lü En se divorciaron amistosamente en 1950, debido a diferencias de personalidad e intereses.
En 1951, su amigo Lao She le presentó a la famosa intérprete de ópera pingju Xin Fengxia, quien había actuado en una de sus obras y admiraba su talento. Se casaron ese mismo año, a pesar de que provenían de diferentes estratos socioeconómicos: ella no tenía educación formal y era casi analfabeta, mientras que él pertenecía a una prominente familia de eruditos. Wu la ayudó a estudiar lectura, escritura y caligrafía.
Durante este período realizó la película de ópera de Pekín Diosa del río Luo (洛神) y Mei Lanfang y su arte escénico, un documental sobre Mei Lanfang. También escribió las óperas de Pekín Tres palizas a Tao Sanchun (三打道三春) y San Guan Yan (三寮综合).

## Persecución

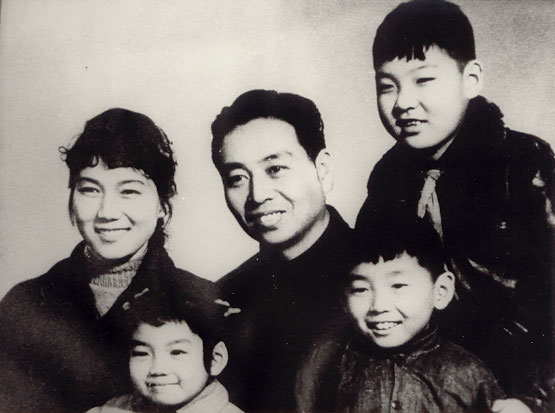
Wu (centro), su esposa Xin Fengxia y sus tres hijos

Durante el conocido como movimiento antiderechista de Mao Zedong, Wu fue denunciado como «derechista» en 1957 y enviado al Gran Desierto del Norte en Heilongjiang para ser «reformado a través del trabajo». Su delito fue criticar el control del PCCh sobre el teatro y argumentar que los neihang (expertos) deberían tener un papel más importante en esos asuntos. Incluso su famoso colega Tian Han lo llamó enemigo del Partido. Más tarde, Tian hizo referencia al trabajo de Wu con aprobación, lo que algunos consideran una disculpa implícita, él mismo fue perseguido hasta su muerte. Xin Fengxia fue presionada para que se divorciara de él, pero se negó. Citando una legendaria historia de amor de una de sus óperas, dijo: «Wang Baochuan esperó 18 años a Xue Pinggui, y yo esperaré 28 años a Wu Zuguang». Por lo que ella misma fue etiquetada como derechista y sometida a varias «sesiones de lucha».
Wu regresó a Pekín después de tres años de duro trabajo, pero seis años más tarde, China cayó en la agitación aún mayor de la Revolución Cultural, que comenzó en 1966. Xin Fengxia y Wu Zuguang fueron denunciados al comienzo de este período. Ella quedó discapacitada después de que le rompieran la rodilla izquierda durante una brutal paliza. Su amigo Lao She se suicidó ahogándose en el lago de Taiping en Pekín después de ser torturado de manera similar. Durante esta tumultuosa década, tanto Wu como Xin cumplieron varios años de trabajos forzados. En diciembre de 1975, su esposa quedó paralizada después de sufrir un derrame cerebral, Wu la cuidó durante el resto de su vida.

## Después de la Revolución Cultural
Tras el fin de la Revolución Cultural, Wu fue rehabilitado políticamente en 1980 e incorporado al Partido Comunista de Chini, un evento que describió como «ni motivo de risas ni de lágrimas» y la prohibición que pesaba sobre sus publicaciones y obras fue levantada después de dos décadas. Su obra Jugadores itinerantes (成江湖), basada en las experiencias de su esposa, Xin Fengxia, se publicó y representó ese mismo año. En 1983, viajó a la Universidad de Iowa en Estados Unidos para asistir al Programa Internacional de Escritura.
Wu era en general leal al gobierno de Deng Xiaoping, pero siguió siendo un crítico abierto. En 1983, desestimó la campaña anticontaminación espiritual de Deng por considerarla inútil. En septiembre de 1986, leyó un ensayo en una reunión de la Asociación de Escritores de China titulado «Contra los que empuñan las tijeras: un alegato por el fin de la censura». El ensayo fue recibido con entusiasmo por el público, pero sólo se publicó una versión muy censurada, a la que se le quitaron 1000 caracteres considerados excesivamente «agrios». Después de las manifestaciones estudiantiles de diciembre de 1986, fue presionado para abandonar el PCCh en 1987. Hu Qiaomu, miembro retirado del Politburó, acudió personalmente a su domicilio para exigirle su dimisión del Partido. Él accedió, ya que no creía que fuera «el tipo de persona que debería estar en el Partido». En la primavera de 1989, firmó una petición en la que pedía una mayor libertad política. Tras las protestas de la plaza de Tiananmen de 1989, pidió una revaluación del incidente, pero se le prohibió hablar en una reunión de la Conferencia Consultiva Política del Pueblo Chino.
Xin Fengxia murió el 12 de abril de 1998, durante un viaje a Changzhou, la ciudad natal ancestral de su esposo. Wu quedó devastado por el fallecimiento de su esposa y su salud se deterioró rápidamente. Sufrió tres derrames cerebrales en los años siguientes y murió el 9 de abril de 2003.

## Familia
Wu Zuguang y su segunda esposa Xin Fengxia tuvieron tres hijos. Su hijo Wu Huan es también escritor, pintor y calígrafo. Tras la muerte de Wu Zuguang, organizó la exposición «Cien años de la familia Wu» en el Museo de Arte Poli de Pekín. También se exhibió en Francia, Hong Kong y Taiwán.